# David McDowell Brown
David McDowell Brown (Arlington megye, Virginia, 1956. április 16. – Texas, 2003. február 1.) amerikai űrhajós, az amerikai haditengerészet sorhajókapitánya (ezredes).

## Életpálya
1978-ban a College of William and Mary keretében biológiából szerzett oklevelet. 1982-ben a Virginia Medical School keretében sebészdoktori oklevelet szerzett. A Medical University of South (USAF) (Carolina) sebészorvosa. Csapatszolgálaton a USS Carl Vinson (CVN–70) repülőgép-hordozó fedélzetén volt orvos. 1991-ben repülőgép-vezetői engedélyt szerzett. Szolgálati repülőgépe az A–6E Intruder volt. 1992-ben az F/A–18 Hornet repülőgépeket telepítette Japánban. 1992-ben az USS Independence (CVA-62) repülőgép-hordozón szolgált. 1995-ben tesztpilóta-kiképzésben részesült. Több mint 2700 órát töltött a levegőben, ebből több mint 1700 órát nagy teljesítményű katonai repülőgépeken.
1996. május 1-től a Lyndon B. Johnson Űrközpontban részesült űrhajóskiképzésben. Egy űrszolgálata alatt összesen 15 napot, 22 órát és 20 percet (382 óra) töltött a világűrben. 2003. február 1-jén hunyt el.

## Űrrepülések
Az STS–107, a Columbia űrrepülőgép 28. repülésének pilótája. A SpaceHab mikrogravitációs laboratóriumban a legénység 12 órás váltásokban végezte az előírt programokat. Szolgálati idejük alatt több mint 80 kutatási, kísérleti feladatot végeztek, vagy a zárt folyamatot ellenőrizték. Egy űrszolgálata alatt összesen 15 napot, 22 órát és 20 percet (382 óra) töltött a világűrben. 10 670 000 kilométert (6 600 000 mérföldet) repült, 255-ször kerülte meg a Földet.